# Evrim Akyigit
 (février 2019).
Si vous disposez d'ouvrages ou d'articles de référence ou si vous connaissez des sites web de qualité traitant du thème abordé ici, merci de compléter l'article en donnant les références utiles à sa vérifiabilité et en les liant à la section « Notes et références ».
 (février 2019).
Evrim Akyigit, née le 31 janvier 1977 à Izmir,,, est une actrice néerlandaise d'origine turque.

## Filmographie

### Cinéma et téléfilms
- 1996 : Woensdag, gehaktdag : Rachel
- 1996-1997 : Fort Alpha (nl) : Toprak Yuksel
- 1997 : Duidelijke taal! : Ayfar
- 2002 : Tom & Thomas : La visiteuse dans le labyrinthe miroir
- 2005-2007 : Onderweg naar Morgen : Elif Özal
- 2011-2013 : Levenslied (nl) : Yildiz
- 2014 : Flikken Maastricht : Elif Hamza
- 2015 : The book of Mikey : Anne
- 2015 : Die heart : Florien
- 2015 : Art : La traductrice
- 2015 : De ontsnapping (nl) : Saida
- 2016 : The Swell: la tempête du siècle : La femme de Samir
- 2018 : Flikken Rotterdam (nl) : Pinar Kaya
- 2018 : Spangas : Karin van der Zanden